# Pedro de Mendinueta y Mendinueta
Pedro de Mendinueta y Mendinueta   (Madrid, 31 de gener de 1818 - Madrid, 15 de desembre de 1910), IV comte de Goyeneche, fou un militar espanyol, Capità general de les Illes Balears durant el regnat d'Isabel II d'Espanya.
Era fill d'Hilario María Mendinueta y Lanz, alcalde constitucional de Madrid en 1821, i de María Felipa de Mendinueta Martínez de Haedo, II comtessa de Goyeneche, títol que heretà a la mort del seu germà en 1886. En 1827 ingressà al Reial Seminari de Nens Nobles de Madrid, on va coincidir amb José Zorrilla. Va lluitar a al primera guerra carlina, en 1842 assolí el grau de comandant, en 1845 el de tinent coronel, el 1848 el de coronel, el 1852 el de brigadier i el 1853 el de mariscal de camp. El 1857 fou destinat a lluitar a Cuba i fou guardonat amb la creu de l'Orde d'Isabel la Catòlica. L'abril de 1860 fou nomenat Capità general de les Illes Balears. En 1863 fou ascendit a tinent general i nomenat Director General de Cavalleria. En 1865 fou nomenat ministre del Tribunal Suprem de Guerra i Marina i capità general de Navarra. En 1866 és nomenat Director General d'Artilleria, però dimiteix poc després. No va ocupar cap més càrrec fins 1881, quan fou nomenat President del Consell de redempció i reclutaments, càrrec que va ocupar fins 1884. També fou senador per Badajoz el 1881-1884 i nomenat senador vitalici en 1886.